# Jean-Marie-Félicité Frantin
Jean-Marie-Félicité Frantin (1778–1863) est un historien et écrivain français. 

## Biographie
Jean-Marie-Félicité Frantin est le fils de Louis-Nicolas Frantin, imprimeur du roi.
Il fut président de l'Académie de Dijon.

## Publications sélectives
- Annales du Moyen-Âge, Lagier, Paris, 1825 (lire en ligne)
- Louis-le-Pieux et son siècle, Pelissonnier, Paris, 1839 (lire en ligne)
- Monarchie et Césarisme ou l'Ère des Pisistratides, Douniol, Paris, 1851 (lire en ligne)